# Дикинсон (ТВ серија)
Дикинсон (енгл. Dickinson) је америчка историјско-драмедијска стриминг телевизијска серија о Емили Дикинсон, творца Алене Смит и издата за Apple TV+. Главну улогу тумачи Хејли Стајнфилд као Дикинсонова, прва сезона је објављена 1. новембра 2019. када је покренута стриминг услуга Apple TV+. Друга сезона је наручена у октобру 2019. и трећа сезона је наручена у октобру 2020. пре објављивања друге сезоне. Друга сезона је објављена 8. јануара 2021.

## Радња
Дикинсон се одвија „током ере Емили Дикинсон са модерним сензибилитетом и тоном. Уводи гледаоце у Емилиин свет, дрско истражујући ограничења друштва, пола и породице из перспективе надобудног писца који се не уклапа у њу сопствено време кроз њено маштовито гледиште. Дикинсон је Емилина прича о пунолетству — борба једне жене да се чује њен глас.”

## Улоге
| Глумац          | Улога                    |
| --------------- | ------------------------ |
| Хејли Стајнфилд | Емили Дикинсон           |
| Тоби Хас        | Едвард Дикинсон          |
| Џејн Краковски  | Емили Норкрос Дикинсон   |
| Адријан Инскоу  | Остин Дикинсон           |
| Ана Баришников  | Лавинија „Вини” Дикинсон |
| Ела Хант        | Сју Гилберт              |